# Maria vom Siege (Bílá Hora)

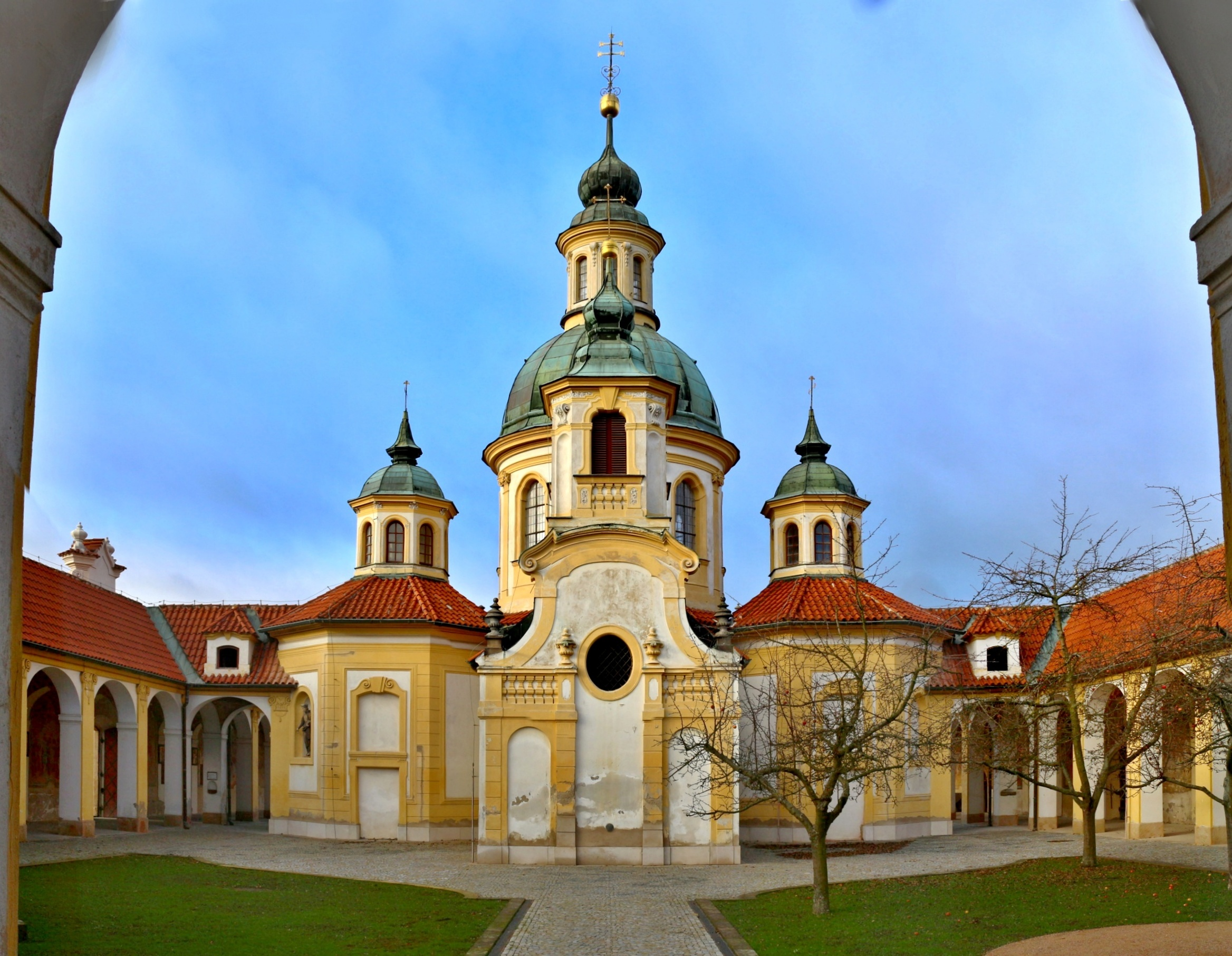
Wallfahrtskirche Maria vom Siege

Die Kirche Maria vom Siege (tschechisch Kostel Panny Marie Vítězné) am Weißen Berg ist ein Wallfahrtsort nahe der Stelle der Schlacht am Weißen Berg von 1620. Sie gehört zur Katastralgemeinde Řepy und ist eines der bedeutendsten Denkmäler dieses Stadtteils. Am 3. Mai 1958 wurde sie zum  Kulturdenkmal erklärt.

## Geschichte
Von 1622 bis 1624 wurde an dieser Stelle eine Kapelle errichtet, die zunächst dem böhmischen Landesheiligen Wenzel geweiht war, später der Jungfrau Maria. Die Kapelle diente zur Aufbewahrung aufgefundener Gebeine von Gefallenen. Nachfolgend entwickelte sich die Kapelle zu einem Wallfahrtsort, der dem Servitenorden anvertraut wurde. Sie begannen 1628 mit dem Bau eines Klosters, das jedoch nicht vollendet wurde. Auf Initiative einer weltlichen Prager Bruderschaft kam es Anfang des 18. Jahrhunderts zu einer Instandsetzung, wobei die Kapelle um ein achteckiges Presbyterium mit niedriger Kuppel erweitert wurde. Nach Fertigstellung wurde die Kapelle durch den Prager Weihbischof Vitus Seipel neu geweiht. (tschechisch, Zugriff 30. November 2021) 
Von 1708 bis 1730 führte der Baumeister und Maler Christian Luna (Kristián Luna) den Umbau der Marienkapelle zu einer weiträumigen Wallfahrtskirche durch. 1786 ließ der böhmische Landesherr Joseph II. das Kloster und die Wallfahrtsstätte durch ein Dekret schließen und das Areal versteigern. 1811 erwarb Josef Čapek die renovierungsbedürftigen Gebäude. Nach seinem Tode 1877 vermachte er den Besitz den Benediktinern. 2007 wurde hier ein neues Benediktinerinnen-Kloster gegründet.

## Ausstattung

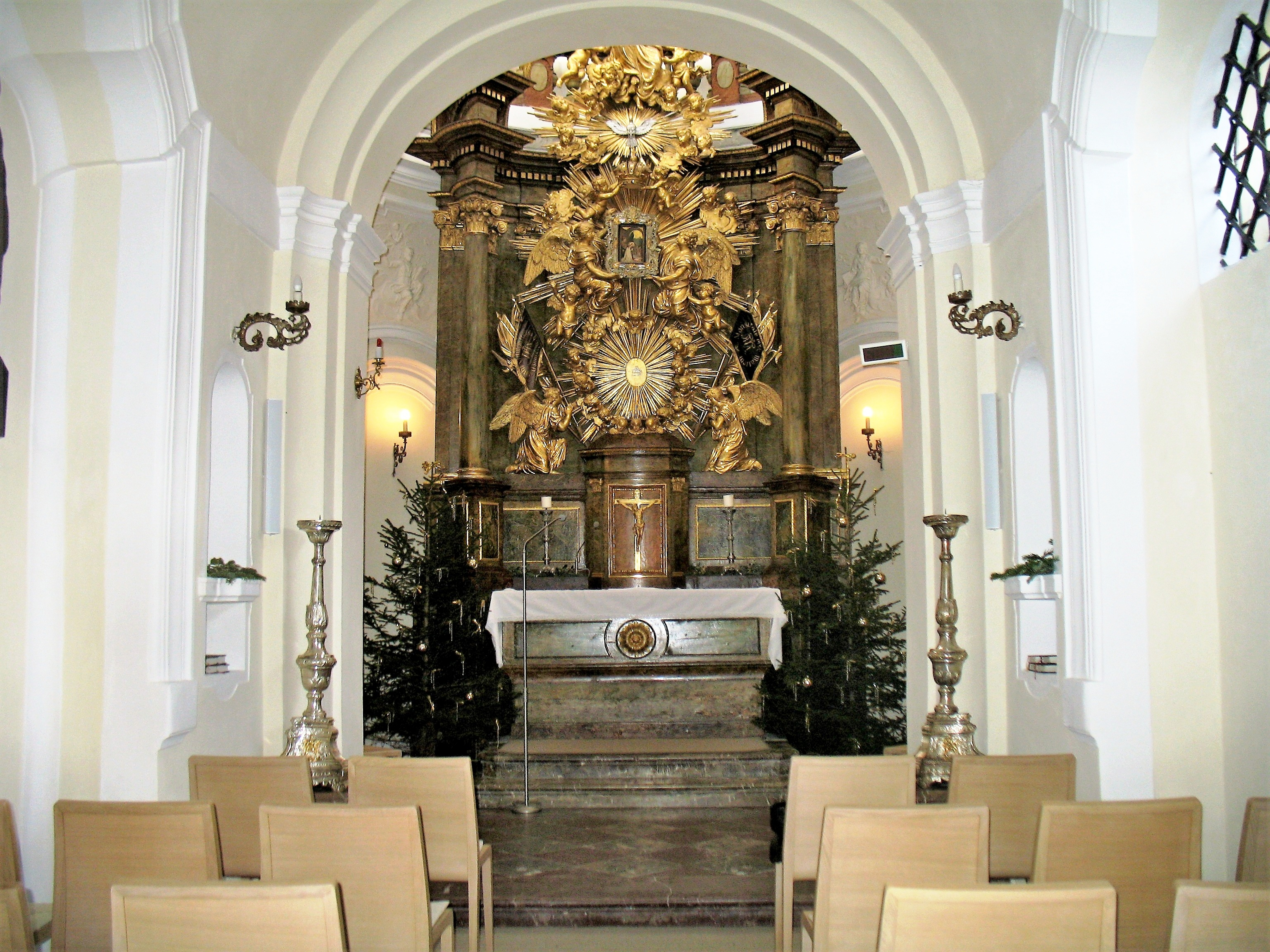
Innenraum

Im Zentrum des Hochaltars befindet sich eine Kopie des Bildes Maria vom Siege, mit dem Dominicus a Jesu Maria während der Schlacht am Weißen Berg die katholischen Verbündeten angefeuert haben soll. Nach einer Überlieferung kam das Gnadenbild Maria Hilf, das nach dem Sieg der Kaiserlichen am 8. November 1620 am Weißen Berg aufgestellt wurde, nach Prag in den Besitz des Domherren Georg Adam Englert, der es wiederum 1769 der Wallfahrtskirche St. Anna in Sedlec verehrte.
Das im Presbyterium von Cosmas Damian Asam geschaffene Kuppelfresko aus dem Jahre 1728 zeigt den Triumph des katholischen Glaubens in Böhmen. Die Kuppel in der Kapelle des hl. Hilarius schuf Johann Adam Schöpf. Sie zeigt die Schlacht am Weißen Berg. Ebenso in der Kapelle des hl. Felician, dessen Ausmalung Wenzel Lorenz Reiner vornahm.